# Гигу, Поль
Поль Ками́ль Гигу́ (фр. Paul Camille Guigou; 1834 — декабрь 1871) — французский провансальский художник-пейзажист.

## Биография
Поль Гигу родился в 1834 году в городке Виллар в Провансе в богатой семье фермеров и нотариусов. Когда Гигу учился в коллеже в Апте, его художественные способности привлекли внимание его учителя рисования. После коллежа в 1854—1861 годах Гигу работал клерком нотариуса в Марселе. Во время Всемирной выставки 1855 года в Париже он открыл для себя картины Курбе, который в значительной степени влиял на него на протяжении всего марсельского периода. Он также встретился с Эмилем Любоном, который предоставил Гигу доступ в художественные салоны, которые сам организовывал.
В 1863 году после смерти Эмиля Любона Поль Гигу переехал из Марселя в Париж. В Париже он стал завсегдатаем кафе Гербуа, где встречался со многими импрессионистами. Он подружился с художниками Фредериком Базилем, Альфредом Сислеем и Клодом Моне. Тем не менее его картины в основном изображали Верхний Прованс, тишиной и спокойствием которого он наслаждался каждое лето. Его исключительно яркие пейзажи представляют собой широкие панорамы, в которых важную роль играет ярко-синее небо. Диапазон сюжетов его картин включает горные пейзажи его любимого Люберона у берегов Дюранса, виды небольших провансальских городков от План-д’Оргон до Сен-Сатюрнен-лез-Апт и от холмов Аллоша до Бер-л’Этан. Его картины регулярно выставлялись в Парижском салоне в 1863—1870 годы.
Поль Гигу умер после инсульта в декабре 1871 года в возрасте 37 лет. После его смерти работы художника оказались в забвении в течение почти тридцати лет. Лишь после Всемирной выставки 1900 года в Париже его вновь вспомнили. В XX веке его картины выставлялись на нескольких салонах в Париже и Марселе.
В настоящее время большинство его работ находятся в частных коллекциях, преимущественно в США и Великобритании, где он особенно ценится. Гигу сейчас представляет самый знаменитый провансальский пейзаж. Некоторые картины Гигу находятся во Франции в Музее Орсе и в Музее изящных искусств в Марселе. Выставка картин Гигу в 2004—2005 годах в Музее Мармоттан-Моне в Париже собрала 118 его картин, акварелей и рисунков.

## Галерея

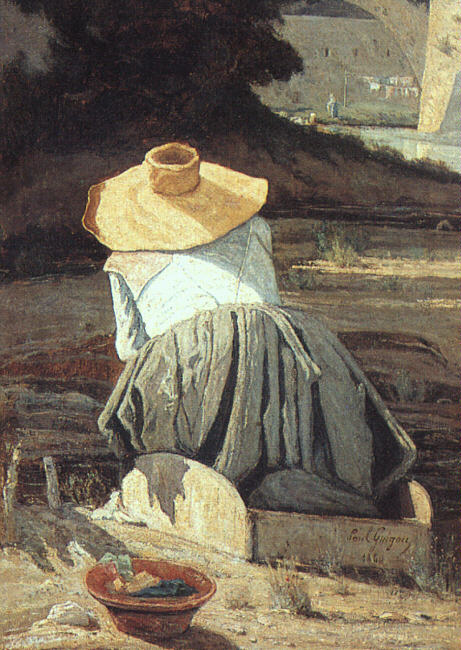
«Прачка» (1860)
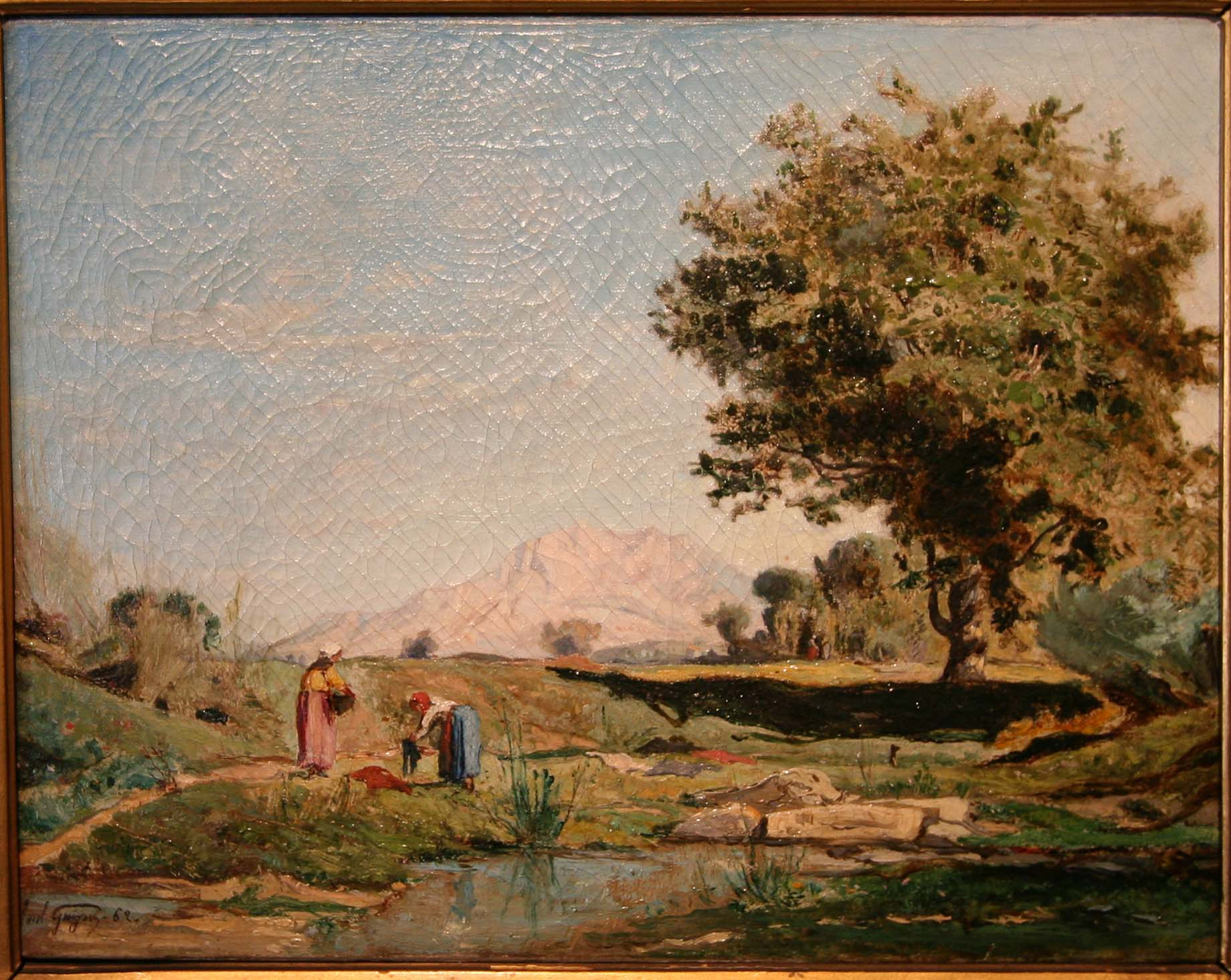
«Две прачки»
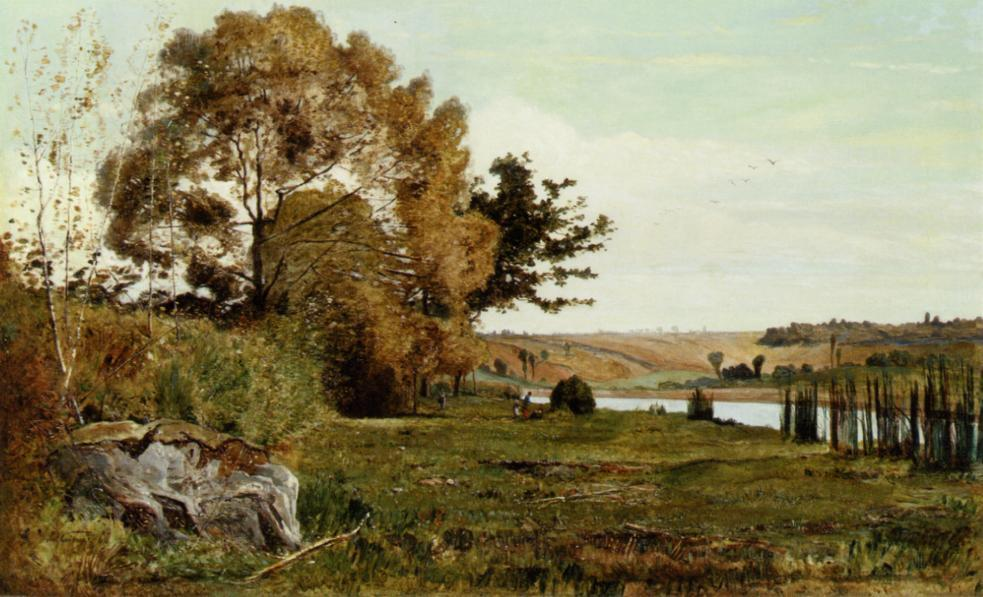
«Осеннее утро» (1865)
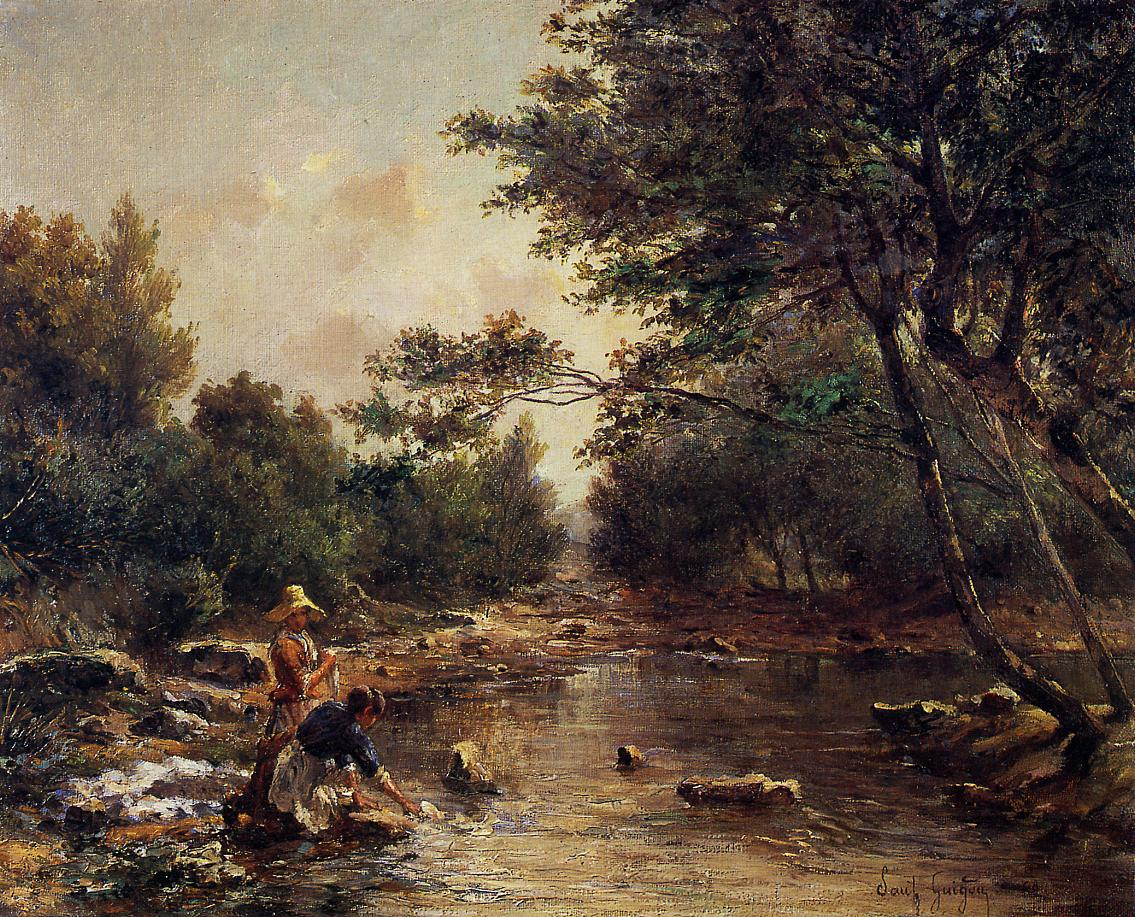
«На берегу реки» (1868)
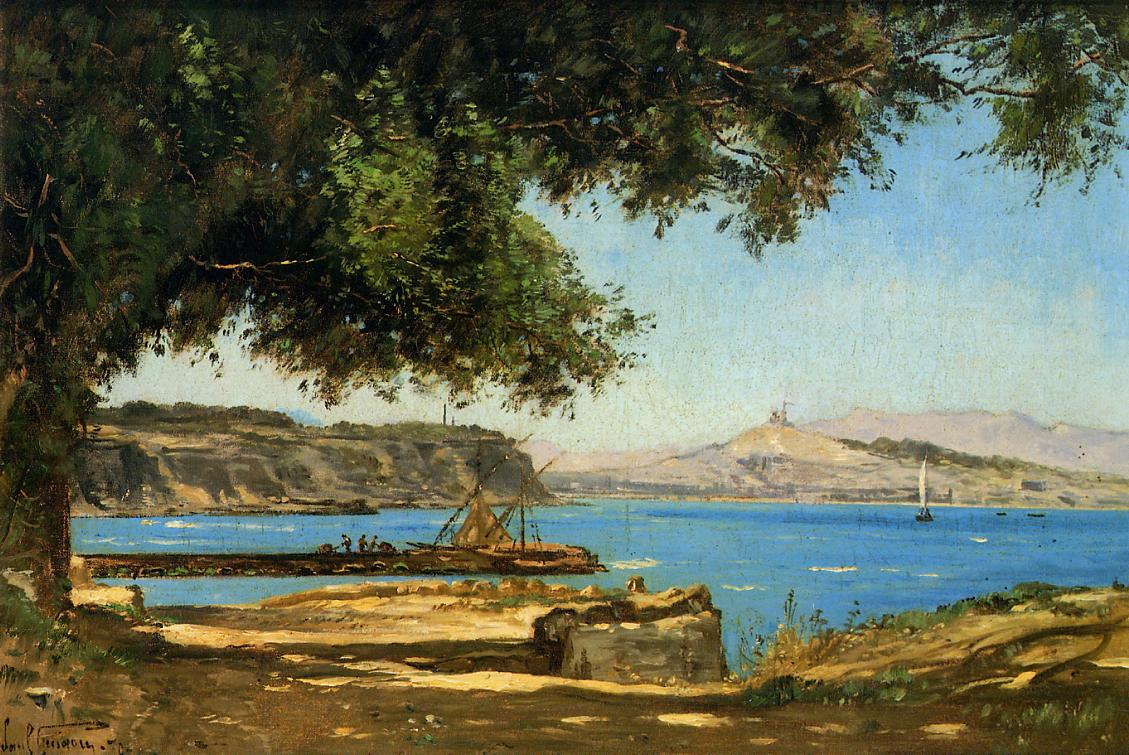
«Тамариск у берега моря в Сент-Андре близ Марселя» (1871)